# Grytsjön, Ångermanland
Grytsjön är en sjö i Örnsköldsviks kommun i Ångermanland och ingår i Idbyåns huvudavrinningsområde. Sjön har en area på 0,363 kvadratkilometer och ligger 182 meter över havet. Sjön avvattnas av vattendraget Idbyån (Landsjöån).

## Delavrinningsområde
Grytsjön ingår i det delavrinningsområde (704444-164030) som SMHI kallar för Inloppet i Getingstasjön. Medelhöjden är 243 meter över havet och ytan är 21,17 kvadratkilometer. Det finns inga avrinningsområden uppströms utan avrinningsområdet är högsta punkten. Avrinningsområdets utflöde Idbyån (Landsjöån) mynnar i havet. Avrinningsområdet består mestadels av skog (77 procent). Avrinningsområdet har 0,66 kvadratkilometer vattenytor vilket ger det en sjöprocent på 3,1 procent.